# Xenotilapia leptura
Xenotilapia leptura är en fiskart som först beskrevs av Boulenger, 1901.  Xenotilapia leptura ingår i släktet Xenotilapia och familjen Cichlidae. IUCN kategoriserar arten globalt som livskraftig. Inga underarter finns listade i Catalogue of Life.